# Psalm 75
Psalm 75 – jeden z utworów zgromadzonych w biblijnej Księdze Psalmów. Zaliczany do dzieł Asafa. W numeracji Septuaginty psalm ten nosi numer 74.

## Teologia Psalmu
Psalm łączący w sobie wiele gatunków m.in. hymn dziękczynny, wyrocznie, pouczenia mądrościowe. Głównym przesłaniem utworu jest wspólnotowe wyznanie sprawiedliwości Bożej. W psalmie cały czas przewijają się wypowiedzi Boga i człowieka. Wygląda to tak, jakby cała wspólnota przez przedstawiciela kierowała swoje słowa do Boga, a Bóg odpowiadał. Obraz ludzi pijących z kielicha może być nawiązaniem do zwyczaju mającego oddzielić winnych od niewinnych. Kielich może symbolizować zbawienie lub oburzenie, błogosławieństwo lub przekleństwo. Psalm powtarza znany biblijny temat „Bóg rozpocznie sąd”, nastąpi to w dogodnym dla Niego czasie. Ludzie wywyższający się zostaną poniżeni, poniżający się dostąpią wywyższenia.

## Symbolika
- Filary ziemi – jest to określenie często oznaczające granice. Zdarzało się, że pełniły funkcję oddzielającą dwa pomieszczenia lub segmenty. Istnieje możliwość, że filary miały oddzielać świat żywych od umarłych. Hebrajskie słowo przetłumaczone jako „ziemia” czasem było wykorzystywane do opisania świata umarłych[4].
- W utworze raz pojawia się niejasne słowo sela, którego znaczenie nie jest dokładnie znane[5].